# Hummer H3
Hummer H3 – samochód osobowy typu SUV klasy średniej produkowany pod amerykańską marką Hummer w latach 2005 – 2010. 

## Historia i opis modelu

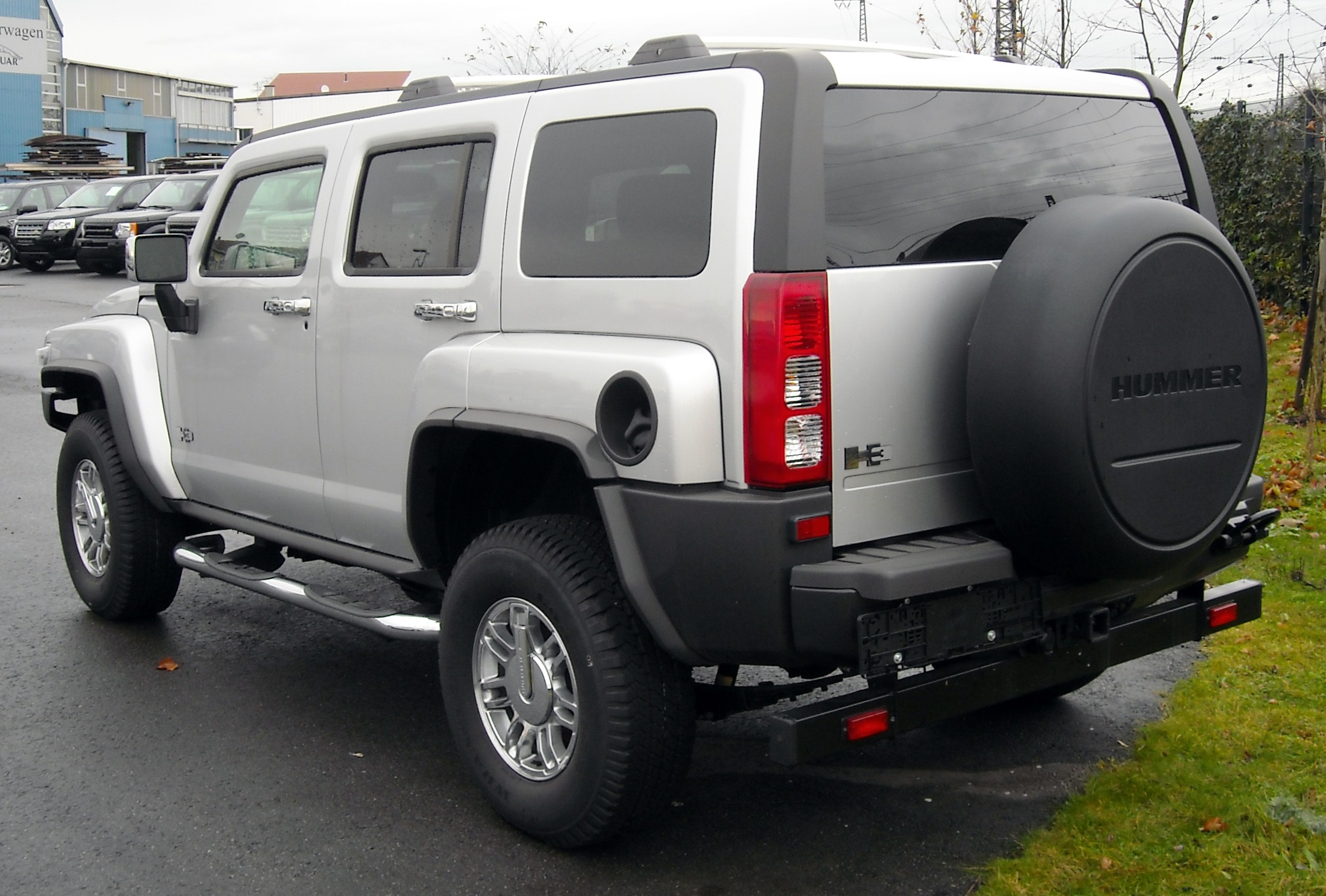
Hummer H3 - tył

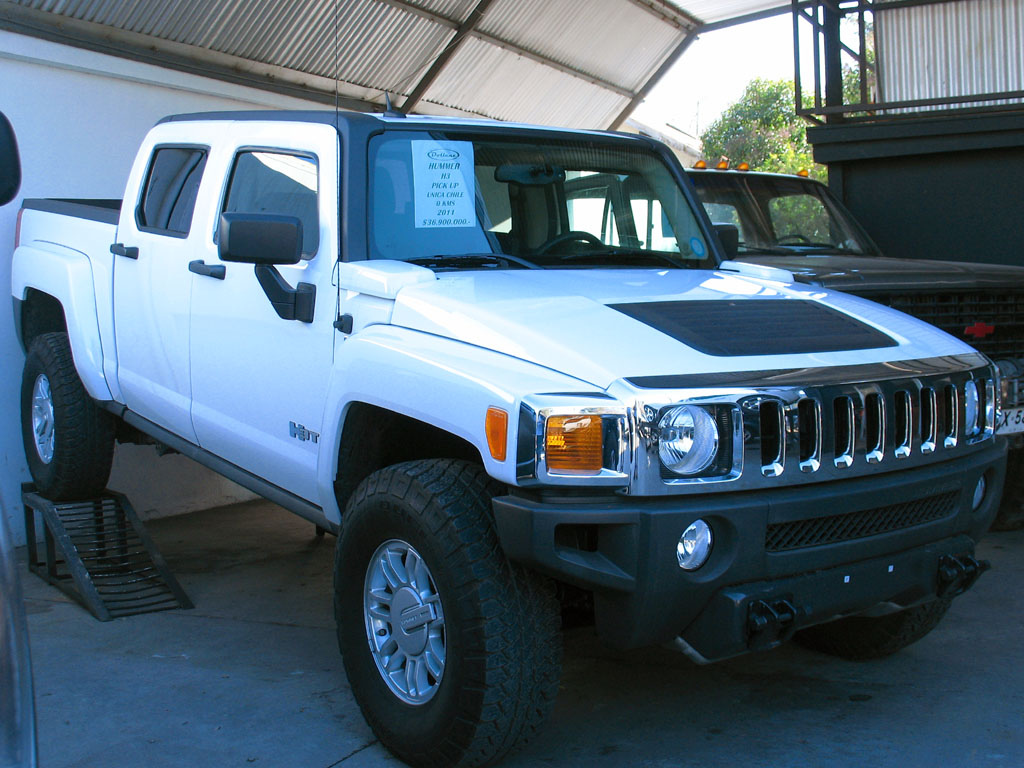
Hummer H3T

Zaprezentowany w 2004 roku samochód, do produkcji trafił na początku 2005. Najmniejszy Hummer oparty na ramie od samochodu Chevrolet Colorado miał za zadanie zawojować m.in. europejski rynek. Jego całkowita masa dopuszczalna wynosi 2650 kg, a więc to drugi osobowy Hummer. Napędzany jest pięciocylindrowym silnikiem R5 Vortec 3.5l (3460 cm³) o mocy 220 KM. Stały napęd na cztery koła przekazywany jest przez ręczną skrzynię biegów i dwubiegowy reduktor.

### Wersje specjalne
Na targach tuningowych Speciality Equipment Market Association (SEMA) 2005 odbywających się w Las Vegas producent zaprezentował dwie wersje specjalne modelu H3 - Street i Rugged. Hummera H3 Street wyposażono także w sportowy układ wydechowy i system nawigacyjny z DVD, który przy okazji pozwala na oglądanie filmów pasażerom tylnej kanapy - w zagłówki przednich foteli wbudowano dwa monitory. 
Zaś Hummer H3 Rugged jest przeciwieństwem modelu Street - to wersja o podwyższonym prześwicie przeznaczonym do jazdy w ciężkim terenie. Ma wyciągarkę, liczne osłony karoserii, bagażnik dachowy i opony o klockowatym bieżniku pozwalającym na jazdę po błocie. Jednostka napędowa w obu przypadkach jest identyczna - to ten sam benzynowy silnik R5 Vortec o pojemności 3,5l i mocy 220 KM.

### H3T
W styczniu 2008 roku Hummer zaprezentował odmianę pickup opartą na H3, która otrzymała nazwę H3T i była mniejszą alternatywą dla topowego H2 SUT. Samochód charakteryzował się znacznie dłuższym rozstawem osi, dużą przestrzenią transportową, wyraźnie dłuższym nadwoziem i dwiema parami drzwi. Z powodu likwidacji marki Hummer w 2009 roku, produkcja trwała tylko rok.

### Silniki
- R5 3,5l 220 KM
- R5 3,7l 245 KM
- V8 5,3l  305 KM